# Коммунист (газета, Саратов)
«Коммунист» — ежедневная областная газета, выходившая с 1906 по 1991 год в Саратове.
За свою историю газета несколько раз переименовывалась. В 1952 году название было изменено с «Большевик» на «Коммунист». В 1996 году издание было возобновлено под названием «Коммунист. Век XX—XXI». Является печатным органом Саратовского областного комитета КПРФ.